# Chiesa di Santo Stefano Protomartire (Civita d'Antino)
La chiesa di Santo Stefano Protomartire è la parrocchiale di Civita d'Antino, in provincia dell'Aquila e diocesi di Sora-Cassino-Aquino-Pontecorvo; fa parte della zona pastorale di Balsorano.

## Storia
L'originario luogo di culto di Civita d'Antino sorse forse tra i secoli V e VI, anche se la prima citazione della parrocchia di risale appena al 1183 ed è contenuta in una bolla di papa Lucio III, dalla quale si apprende che ricadevano nella sua giurisdizione anche aree appartenenti ai territori di Morino, di Meta e di Rendinara.
A partire dalla fine del Medioevo, dal Quattrocento, la chiesa di Santo Stefano perde progressivamente d'importanza, mentre nei secoli precedenti aveva rivestito un ruolo di primo piano nella vita religiosa della zona.
Nel XVI secolo l'edificio, in base ai pochi dati pervenuti, pare versare in cattive condizioni e necessitare di interventi di riparazione.
Dalla relazione della visita pastorale del 1617 del vescovo di Sora Girolamo Giovannelli si apprende che la chiesa era ancora malmessa; il presule ordinò che l'edificio venisse restaurato e che si costruisse la sagrestia.
Alcuni decenni dopo, anche il vescovo Maurizio Piccardi descrisse il pessimo stato in cui versavano la parrocchiale e il campanile; quest'ultimo, anzi, minacciava di crollare sulla chiesa.
Nel 1762 l'antica parrocchiale, divenuta ancora più fragile in seguito ai terremoti di inkzio secolo, crollò e ne venne edificata una nuova in stile barocco, che nel 1767 risultava ultimata ma non ancora benedetta.
L'evento sismico del 13 gennaio 1915 devastò la chiesa di Santo Stefano tanto da rendervi impossibile celebrare le funzioni, che furono spostate dapprima in una baracca provvisoria per due anni e successivamente nella cappella della Concezione. I lavori di ripristino della parrocchiale iniziarono appena nel 1945 e vennero portati a compimento nel 1951, con la solenne inaugurazione tenutasi il 25 agosto di quell'anno.

## Descrizione

### Esterno
La convessa facciata a capanna della chiesa, che volge a mezzogiorno, è scandita da due lesene coronate da capitelli festonati e presenta centralmente il portale d'ingresso, sormontato da un'epigrafe e da un timpanetto curvilineo, e una finestrella.
Annesso alla parrocchiale è il campanile a base quadrata, abbellito da paraste angolari; la cella presenta su ogni lato una monofora a tutto sesto ed è coperta dal tetto a quattro falde. 

### Interno
L'interno dell'edificio si compone di un'unica navata, sulla quale si affacciano le cappelle laterali, introdotte da archi a tutto sesto, e le cui pareti sono scandite da lesene sorreggenti una doppia trabeazione aggettante e modanata sopra la quale si imposta la volta; al termine dell'aula si sviluppa il presbiterio, rialzato di un gradino, ospitante l'altare maggiore e chiuso dall'abside semicircolare. 
Qui sono conservate diverse opere di pregio, tra le quali la tela con soggetto la Lapidazione di Santo Stefano, risalente al XVII secolo, i dipinti ad olio, opere di Pasquale Di Fabio, raffiguranti Scene della vita di San Lidano, le formelle della Via Crucis, realizzate da Pio Iorio, i seicenteschi candelabri degli altari, la pala ritraente la Madonna del Rosario, eseguita nel XVIII secolo, e la tela che rappresenta la Maddalena, risalente al Novecento.